# Al-Mahmudijja (Irak)
Al-Mahmudijja (arab. المحمودیة) – miasto w Iraku, w muhafazie Bagdad. W 2009 roku liczyło 83 336 mieszkańców.